# Italien i olympiska vinterspelen 2010
Italien deltog i Olympiska vinterspelen 2010 i Vancouver i Kanada med en trupp på 114 aktiva i 13 sporter.

## Medaljer

### Guld
- Alpin skidåkning
  - Slalom herrar: Giuliano Razzoli

### Silver
- Längdskidåkning
  - 15 km fristil herrar: Pietro Piller Cottrer

### Brons
- Nordisk kombination
  - Normal backe/10 km: Alessandro Pittin
- Rodel
  - Singel herrar: Armin Zöggeler
- Short track
  - 500 m damer: Arianna Fontana